# Chrystyna Bereza
Chrystyna Jurijiwna Bereza (ukr. Христина Юріївна Береза ;ur. 6 stycznia 1997) – ukraińska zapaśniczka walcząca w stylu wolnym. Zajęła piąte miejsce na mistrzostwach świata w 2021. 
Jedenasta na mistrzostwach Europy w 2018. Trzecia na MŚ U-23 w 2018. Druga na ME U-23 w 2019. Druga na MŚ juniorów w 2017 i trzecia w 2016. Druga na ME juniorów w 2017 roku.